# (1024) Hale
(1024) Hale es un asteroide que forma parte del cinturón de asteroides y fue descubierto por Georges Achille van Biesbroeck el 2 de diciembre de 1923 desde el Observatorio Yerkes de Williams Bay, Estados Unidos.

## Designación y nombre
Hale se designó al principio como 1923 YO13.
Más adelante fue nombrado en honor del astrónomo estadounidense George Ellery Hale (1868-1938), fundador de los observatorios Yerkes y del Monte Wilson.

## Características orbitales
Hale está situado a una distancia media de 2,866 ua del Sol, pudiendo acercarse hasta 2,22 ua y alejarse hasta 3,512 ua. Tiene una excentricidad de 0,2253 y una inclinación orbital de 16,09°. Emplea en completar una órbita alrededor del Sol 1772 días.